# Rick James

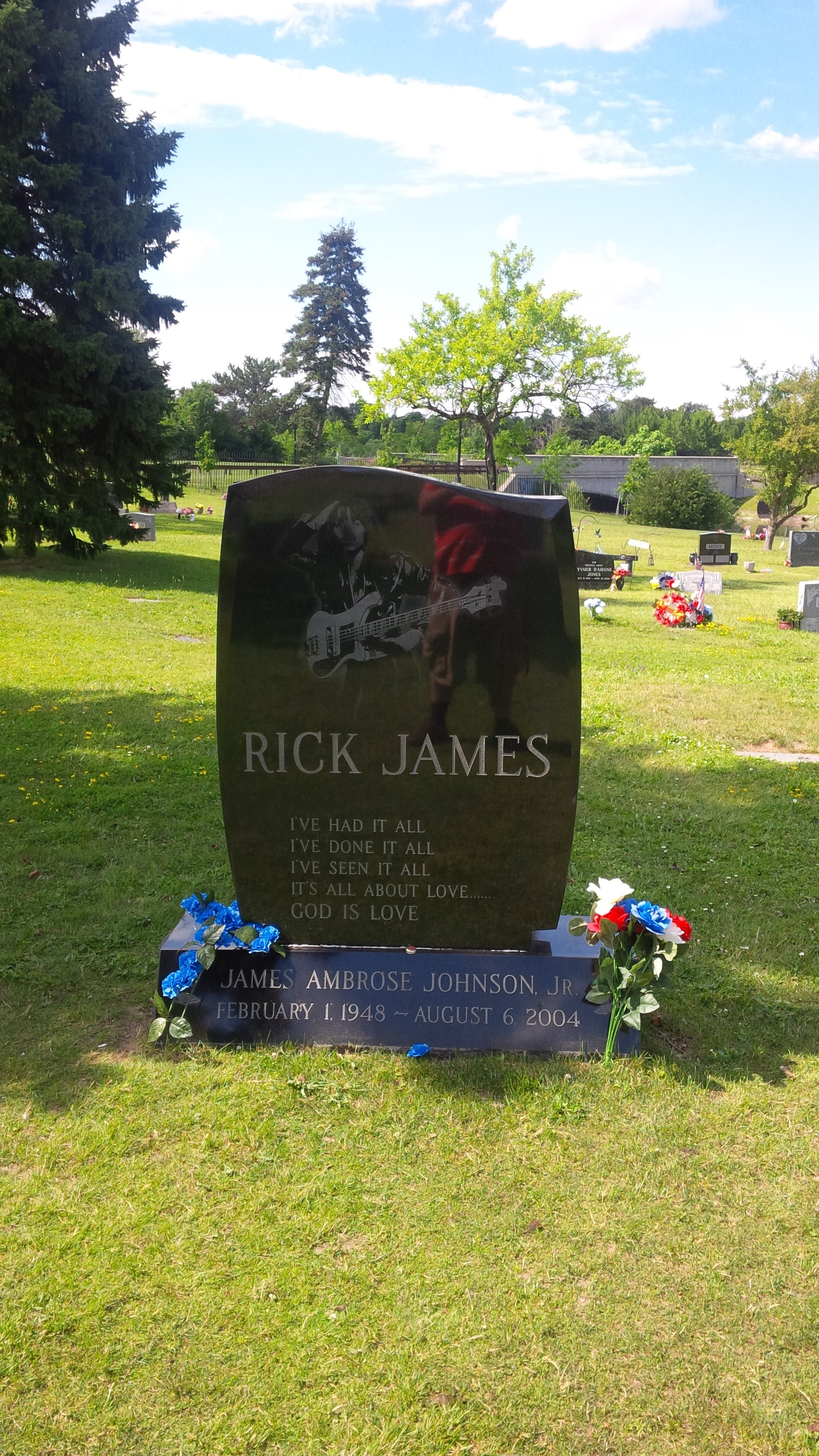
Grób Ricka Jamesa na Forest Lawn Cemetery w Buffalo

Rick James, właśc. James Ambrose Johnson, Jr. (ur. 1 lutego 1948 w Buffalo, Nowy Jork, zm. 6 sierpnia 2004 w Los Angeles) – amerykański muzyk funky, kompozytor, autor tekstów, producent nagrań.

## Życiorys
Po dezercji z marynarki ukrywał się w latach 1967-1977; przebywał głównie w Kanadzie i Wielkiej Brytanii. Był liderem zespołu soulowego The Mynah Birds (z udziałem m.in. Neila Younga) w Toronto oraz grupy bluesowej The Main Line w Londynie. Od 1977 związany kontraktem z firmą Gordy (filią Motown) nagrywał płyty indywidualne, z towarzyszeniem zespołu instrumentalnego The Stone City Band, a także zespołów wokalnych The Punk Funk Chorus i The Mary Jane Girls. W późniejszym okresie pomagał tym zespołom, m.in. nagrał razem z The Stone City Band płytę In’n’Out (1980).
Nagrywał muzykę taneczną, opartą na rytmach funky i disco. W tekstach utworów dominowała erotyka, pojawiała się również problematyka społeczna środowisk murzyńskich w USA. Jego największym przebojem był utwór "Super Freak" z płyty Street Songs, którego sampling wykorzystał później MC Hammer w utworze "U Can’t Touch This" (nagrodzonym Nagrodą Grammy w 1991). Jako producent współpracował m.in. z Bobbym Taylorem, Eddiem Murphym oraz The Spinners i The Marvelettes.
Rick James miał problemy z nałogiem narkotykowym (kokaina) i z tym związane były jego kłopoty z prawem. Skazany za napad, lata 1993-1995 spędził w więzieniu, odsiadując wyrok. Później zaczęły się także problemy ze zdrowiem: cukrzyca, udar mózgu, a także zaburzenia pracy serca wymagające zastosowania rozrusznika serca. 6 sierpnia 2004 został znaleziony martwy przez dozorcę w domu w Los Angeles; koroner uznał przyczynę śmierci za naturalną, mimo że w organizmie muzyka znaleziono także niewielkie ilości kokainy.

## Dyskografia
- Come Get It! (1978)
- Bustin’Out of L Seven (1979)
- Fire It Up (1979)
- Garden of Love (1980)
- Street Songs (1981)
- Throwin’ Down (1982)
- Cold Blooded (1983)
- Reflections: All The Great Hits (1984)
- Glow (1985)
- The Flag (1986)
- Wonderful (1988)
- Bustin’ Out: The Very Best of Rick James (1994)
- Urban Rapsody (1997)
- Anthology (2002)